# Бачвар
Бачвар, пинтер или качар, је мајстор занатлија који ручно прави дрвене бачве за слаба пића (вино и пиво) и жестока пића (ракија, коњак (вињак), виски, џин, рум и сл.) и каце и качице у којима се смешта храна као што је сир, кајмак, туршија и сл., као и дрвена ведра за воду и млеко. Поред термина „бачвар“ и "качар" користи се још и „пинтер“ (понегде и „пинтор“), која је доспела у српски језик као део германизма (Fassbinder - dazu: Binder, Bindter, Pinter), по свему судећи, од Подунавских Шваба, у 18. или 19. веку, мада овај термин у немачком је један од неколико регионалних назива за овај занат и оригинално води порекло из англосаксонског где је мера за запремину тј. течност пинта. Термин „качар” у српском је у корелацији са речи „каца”, док термин „бачвар” је у корелацији са „бачва”. Ручна изради бачви као и овај занат нагло стагнира од средине 20. века. У земљама са развијеним приватним дестилеријама за производњу жестоких пића и вина израда бачви подигнута је у међувремену на фабрички ниво као део пратеће индустрије. 
Бурад, бачве, каце и качице су посуде у којима се држе вино, ракија, пиво (бурад, бачве) или сир, кајмак, купус, туршија (каца и качице).
Код буради и бачви, дно је у облику круга, а бочне стране, које се зову дуге, јер су лучног облика као дуга, да би буре било трбушасто, морају добро да се упасују да течност из бурета не би цурила. Када се све добро напасује на бурад се набацују метални прстенови који држе дуге да се не распадну. Сипањем течности у буре, дрво набубри па прстенови стежу набубрело дрво те долази до заптивања међу дугама. Буре не сме да се расуши јер може да се распадне, тј. сила која држи дуге напете када су влажне може сушењем да ослаби.
За бурад се користи дрво различитог порекла (багрем, дуд, храст) али храстово је најцењеније.
Примера ради коњак или његов „рођак“ вињак морају да одлеже у храстовoj буради најмање три месеца. При томе долази до хемијског процеса између буради (односно дрвета) и коњака, а као последица коњак добија лепу, златно-жуту боју. 
Бурад има једну рупу на коју се сипа течност, а потом се рупа зачепи чепом. Када се жели истакање чеп се избије, а уместо њега се убацује дрвена славина, звана „шајтов“.
Пре сваке употребе бурад се пере и сумпорише против гљивица, а код производње тзв. „барикираних“ вина бурад се дими.
Запремина се креће од неколико литара до више десетина хиљада литара.
Бурад у којој одлежава вино стоји у подрумима, јер је ту стална температура.
Бачвари су били обавезни чланови посаде једрењака. У буради се држала вода за пић, е али и вино и рум, а бурад се користила и за одлагање упецане рибе која би се пре тога усолила.
Бачвари су неопходни у великим винаријама и пиварама, а такве бачве су пречника и по неколико метара.
Појавом пластичне буради и ово занимање постаје реткост, мада добро вино и остала алкохолна пића и даље сазревају искључиво у дрвеној буради.
У прошлости је у Србији свако имућније домаћинство имало посебну зграду где су се држале каце и бурад за производњу вина и ракије, а та се зграда звала „качара“.